# Beran Selo
Beran Selo (cyr. Беран Село) – wieś w Czarnogórze, w gminie Berane. W 2011 roku liczyła 1838 mieszkańców.